# Sylvie Guillem
Sylvie Guillem (Paris, 25 de fevereiro de 1965) é uma bailarina francesa. 
Sua mãe era instrutora de ginástica rítmica, o que a inspirou muito a fazer dança. Em 1976, com onze anos de idade, Sylvie parou com a ginástica para fazer ballet na Ópera de Paris. Depois de apenas cinco anos de aulas, ela foi convidada a ingressar na escola da Ópera de Paris. Com somente 16 anos, no ano de 1981,  Sylvie ingressou no Ballet Ópera de Paris  e lá dançou vários papéis principais. É dito que Sylvie é uma das bailarinas mais bem pagas do mundo [carece de fontes?]. Hoje, ela impressiona a qualquer um com sua técnica, beleza de linhas, movimentos de braços, pernas maravilhosas e acima de tudo o arranjo magnifico que ela faz com tudo isso para cada personagem. Dançou sob a direção do coreógrafo Maurice Béjart. Sylvie já foi vista em 25 ballets diferentes [carece de fontes?].